# Boulevard (Medien)
Der Begriff Boulevard (ⓘ) im Bereich der Medien leitet sich vom Straßenverkauf sogenannter Boulevardzeitungen ab, die Begriffe Boulevardjournalismus und Boulevardmedien stehen für ein eigenes Genre im Bereich des Journalismus.

## Definition Boulevardpresse
„Bezeichnung für einen Zeitungstyp, der in Aufmachung, Textteil und Gestaltung durch einen plakativen Stil, große Balkenüberschriften mit reißerischen Schlagzeilen, zahlreiche, oft großformatige Fotos sowie eine einfache, stark komprimierte Sprache gekennzeichnet ist.“

## Boulevardformate
Themen werden eher oberflächlich und meist aus einer individuell-konkreten Perspektive behandelt (Blum et al., 2011). Die Aufmachung dient als Blickfang und stellt den größten Kaufanreiz dar. Zur Boulevardpresse oder umgangssprachlich Klatschpresse (englisch: tabloids) gehören die überwiegend täglich erscheinenden Zeitungen, die vorwiegend auf der Straße – dem Boulevard – verkauft, mithin meist nicht im Abonnement vertrieben werden, sowie Zeitschriften, die meist auch im Abonnement erhältlich sind und in der Regel wöchentlich oder 14-täglich erscheinen. Die Zeitschriften werden umgangssprachlich auch als Regenbogenpresse bezeichnet. Im Unterschied zu vorwiegend auf Sachlichkeit und auf Fakten orientierte Nachrichtenmedien ist eine emotionalisierte Berichterstattung, in der Informationen vorenthalten oder pauschalisiert und Sachverhalte verkürzt oder verzerrt dargestellt werden, mitunter stellenweise auch frei erfunden sind, in Boulevardmedien ein übliches Mittel.
In Hörfunk und Fernsehen werden Boulevardthemen häufig in Magazinformaten veröffentlicht, in denen Katastrophen, Unfälle, Verbrechen, Mode, Prominenz und Konsumthemen im Vordergrund stehen. Magazine, die sich hauptsächlich mit Prominenten beschäftigen, werden auch „People-Magazin“ oder „Prominentenmagazin“ genannt (z. B. Leute heute). Die Mischung aus Information und Unterhaltung, die im US-amerikanischen Fernsehen seit Anfang der 1990er Jahre entstand, wird als Infotainment bezeichnet. Eine besondere Form ist das sogenannte Reality-TV, das zum Beispiel aus Polizeireportagen oder ähnlichen Dokumentationen besteht und zum anderen aus Langzeitshows wie Big Brother aber auch Pop Idol. Populäre TV-Formate werden auch von den Boulevardzeitungen umfangreich begleitet.

## Boulevardisierung
Unter Boulevardisierung versteht man „den Wandel von Medieninhalten, -formaten und Präsentationsformen im Zuge verstärkter Unterhaltungsorientierung“ (Lünenborg). Diese bedient sich der Mittel der Intimisierung, Personalisierung und Skandalisierung.
Eine Studie der Universität Jena bestätigte eine zunehmende Boulevardisierung von Fernsehnachrichten. Der Kommunikationswissenschaftler Georg Ruhrmann nannte in seiner Studie im Auftrag der Journalistenvereinigung Netzwerk Recherche: „Die Auswahl der Nachrichten orientiert sich jedenfalls nicht mehr ausschließlich an journalistischen Aktualitätskriterien. Kundennachfrage und -zufriedenheit sind ebenfalls gefragt. Die ‚Serviceorientierung‘ spiele eine immer größere Rolle.“ Nachrichtenthemen vor allem der Privatsender werden seiner Meinung nach unpolitischer und verstärkt durch Themen von menschlichen Schicksalen, wie Katastrophen und Kriminalität verdrängt. „Die Nachrichtenfaktoren Personalisierung, Kontroverse und Aggression nehmen nach Ansicht der befragten Journalisten zu“.
Siegfried Weischenberg geht davon aus, dass in der Zukunft eine „Boulevardisierung seiner [gemeint ist: des Journalismus, d.V.] Inhalte bis hinein in die Qualitätsmedien“ stattfinden wird. Dies würde bedeuten, dass der Qualitätsjournalismus sich der Boulevardpresse über kurz oder lang annähert und Qualitätsaspekte eine untergeordnete Rolle spielen. Zudem folgt die Aufhebung der klassischen, bisher geltenden Unterscheidung zwischen beiden Qualitäten.

## Beispiele für Boulevardformate

### Fernsehen
- Bild TV
  - Viertel nach Acht
  - Die richtigen Fragen
  - Reif ist LIVE
- Sat.1
  - Blitz
  - STARS & stories
  - Das Sat.1-Magazin
- MDR
  - Brisant
- RTL
  - Punkt 6, Punkt 9, Punkt 12
  - Exclusiv – Das Starmagazin
  - Explosiv – Das Magazin
- SRF
  - G&G – Gesichter und Geschichten (ehemals glanz & gloria)
- ATV
  - Hi Society
- ZDF
  - hallo deutschland
  - Leute heute
  - Peter Hahne
- VOX
  - Prominent!
- ProSieben
  - SAM
  - taff
  - red! Stars, Lifestyle & More

### Online

#### Deutscher Sprachraum (ursprünglich, i.d.R. heute mehrsprachig)
- LikeMag
- Heftig.co
- Storyfilter
- DerWesten.de (Funke Mediengruppe)[6]

#### Englischer Sprachraum (ursprünglich, i.d.R. heute mehrsprachig)
- Buzzfeed
- Upworthy

### Zeitungen und Zeitschriften

#### Deutscher Sprachraum
Deutschland:
- Abendzeitung (München, Nürnberg)
- B.Z. (Berlin; Axel Springer SE)
- Berliner Kurier (Berliner Verlag, Teil der BV Deutsche Zeitungsholding)
- Bild (Axel Springer SE)
- EXPRESS (Köln, Bonn, Düsseldorf; M. DuMont Schauberg)
- Hamburger Morgenpost (Hamburg; BV Deutsche Zeitungsholding)
- tz (München)

Österreich:
- Die ganze Woche
- Heute (Wien, kostenlos)
- Kronen Zeitung
- Österreich

Luxemburg:
- Privat

Schweiz:
- Blick (Ringier AG)[7]
- 20 Minuten (Tamedia, kostenlos)
- Blick am Abend (2008–2018 gedruckt, danach nur online)
- Le Matin (französischsprachig, seit 2018 nur noch online)
- Watson (nur online)

#### Englischer Sprachraum
USA:
- New York Post
- San Francisco Examiner
- The National Enquirer

Großbritannien:
- The Daily Mirror
- The Sun
- Daily Mail

Australien:
- The Daily Telegraph
- The Herald Sun

#### Andere Sprachräume
- Aha! (CZ)
- Blesk (CZ)
- Fakt (PL)
- Hürriyet (TR)
- Komsomolskaja Prawda (RUS)
- Verdens Gang (NO)
- Aftonbladet (SE)
- Dagbladet (NO)